# Гуров (Німеччина)
Гуров (нім. Guhrow) — громада в Німеччині, розташована в землі Бранденбург. Входить до складу району Шпре-Найсе. Складова частина об'єднання громад Бург (Шпревальд).
Площа — 6,62 км2. Населення становить 534 ос. (станом на 31 грудня 2020).

## Галерея

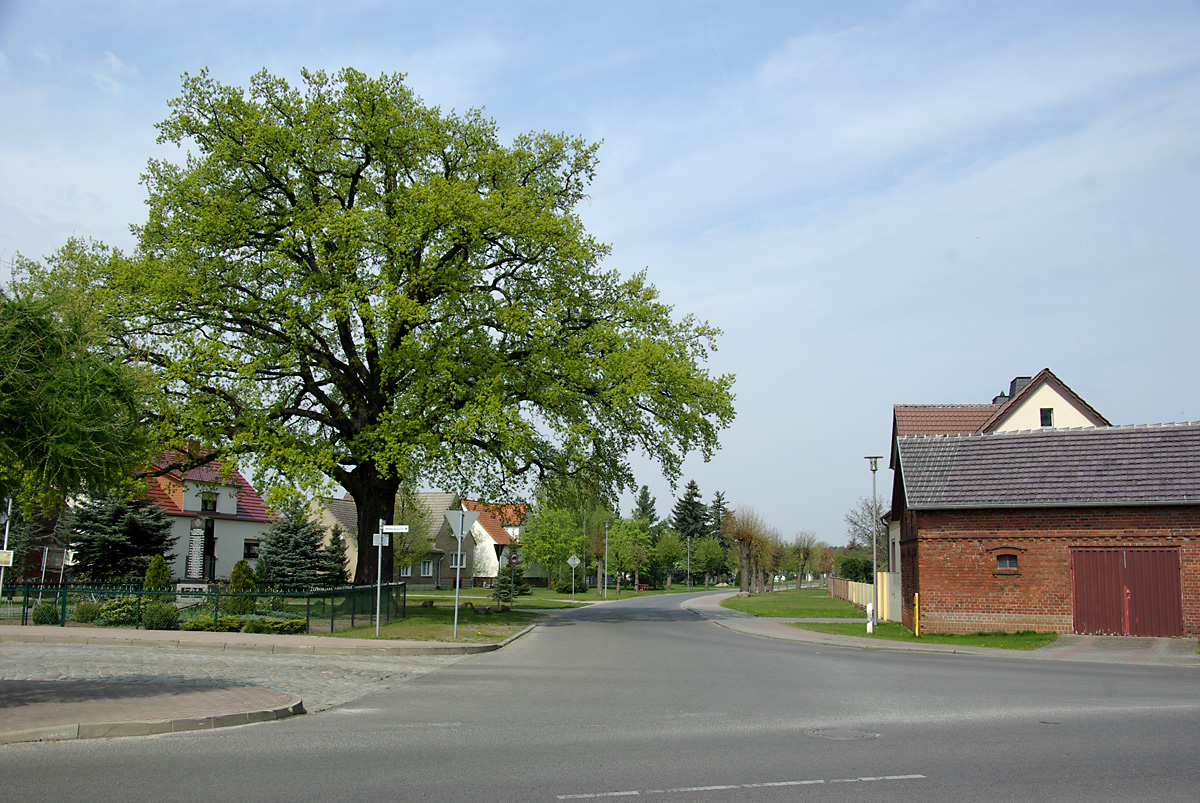